# Udall
Udall és una població dels Estats Units a l'estat de Kansas. Segons el cens del 2000 tenia 794 habitants.

## Demografia
Segons el cens del 2000, Udall tenia 794 habitants, 302 habitatges, i 221 famílies. La densitat de població era de 638,7 habitants/km².
Dels 302 habitatges en un 41,1% hi vivien nens de menys de 18 anys, en un 59,6% hi vivien parelles casades, en un 10,3% dones solteres, i en un 26,8% no eren unitats familiars. En el 24,2% dels habitatges hi vivien persones soles el 9,9% de les quals corresponia a persones de 65 anys o més que vivien soles. El nombre mitjà de persones vivint en cada habitatge era de 2,63 i el nombre mitjà de persones que vivien en cada família era de 3,16.
Per edats la població es repartia de la següent manera: un 32,2% tenia menys de 18 anys, un 10,5% entre 18 i 24, un 27,7% entre 25 i 44, un 18,6% de 45 a 60 i un 11% 65 anys o més.
L'edat mediana era de 28 anys. Per cada 100 dones de 18 o més anys hi havia 94,9 homes.
La renda mediana per habitatge era de 37.639 $ i la renda mediana per família de 42.981 $. Els homes tenien una renda mediana de 34.750 $ mentre que les dones 20.227 $. La renda per capita de la població era de 16.202 $. Entorn del 4,8% de les famílies i el 5,8% de la població estaven per davall del llindar de pobresa.

## Poblacions més properes
El següent diagrama mostra les poblacions més properes.